# 馬爾克瑟河
51°51′11″N 14°11′12″E / 51.853177°N 14.186558°E

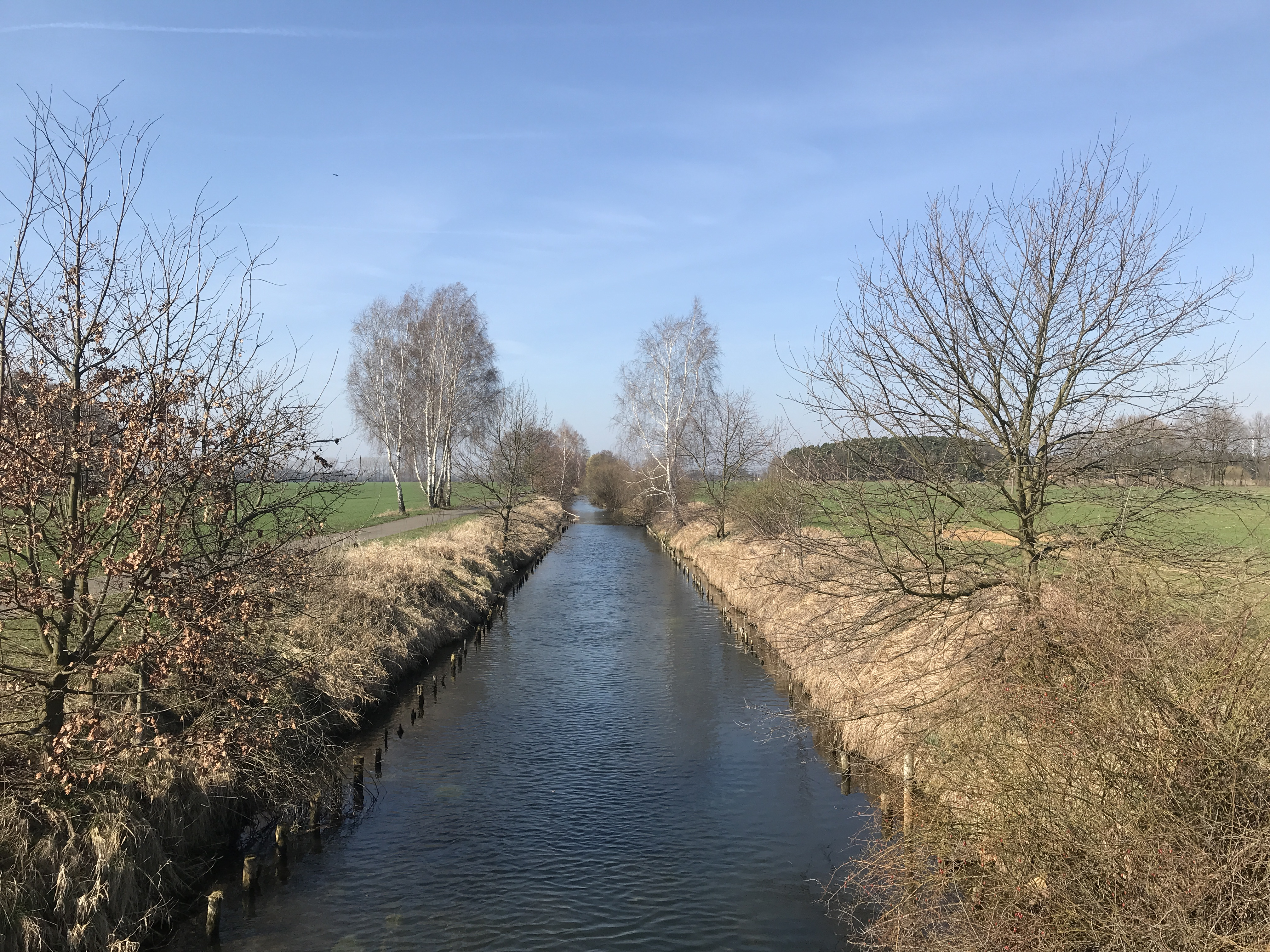

馬爾克瑟河（德語：Malxe，發音：[ˈmalksə]）是德國勃蘭登堡州的河流，位於該國東北部，屬於尼斯河的支流，河道全長45公里，發源自德伯恩附近。